# Biva Møbler
Biva Møbler er en dansk møbelkæde, som på et tidspunkt bestod af 39 møbelbutikker i hele landet. Kæden var på et tidspunkt Danmarks største enkeltejede møbelkæde. I dag har BIVA Møbler en webshop og et møbelvarehus i Ringe på Fyn.[kilde mangler]
Selskabet bag Biva Møbler gik konkurs i 2013. Dele af virksomheden blev i 2014 overtaget af en ny ejer, der drev Biva som en webbutik, men selskabet bag gik konkurs i 2017. Endnu en ejer overtog dele af virksomheden og drev den videre med et større udsalgssted i Brøndby, men Biva kæden gik igen konkurs i marts 2019. Herefter er BIVA blevet opkøbt og drives i dag videre som webshop.
XL Møbler blev stiftet i 2012 købte i 2019 Bivas konkursbo. De videreføres under hvert deres navn.

## Historie
Kæden blev grundlagt af Henry Johansen i 1982, der åbnede en lille butik i en gammel maskinfabrik i Ørstedsgade i det centrale Odense. Den bærende idé for Johansen var at sælge billige, usamlede møbler direkte fra lageret. Biva, der var den første lavprismøbelforretning i Danmark, udvidede hurtigt med endnu en butik i Odense samt butikker i Svendborg og Nyborg. I 1988 krydsede kæden Lillebælt, og siden fulgte flere butikker i Jylland og på Sjælland. 
Kæden er tidligere kendt for deres 'skrabede' tv-reklamer, hvor Henry Johansens datter, Millie, der også har været engageret i firmaet, medvirker og på et syngende fynsk siger "vi ses i Biva".
I august 2006 blev Biva Møbler solgt til de to kapitalfonde Dania Capital og Odin Equity Partners. De nye ejere planlagde at åbne 25 butikker i Danmark inden for fem år og at foretage ekspansion i udlandet. Hovedkontor og centrallager blev i den forbindelse flyttet fra Odense til Taulov ved Fredericia. Det viste sig imidlertid vanskeligt at realisere ekspansionsplanerne, og i 2010, blev en del af Bivas butikker lukket.
I 2011 opkøbte Biva-kædens ejere en anden detailkæde, Tæppeland. En række af butikkerne blev fysisk slået sammen med Tæppeland forretningerne undernavnet Biva Tæppeland, hvorimod andre butikker fortsatte under Biva-navnet. Det var forventningen, at der med de to kæder kunne opnås positive synergier. De ventede synergier udeblev imidlertid, og i 2013 gik selskabet bag BIVA konkurs.
Den 29. august 2013 oplyste kurator i konkursboet, at det ikke havde været muligt at finde en køber til butikkerne i kæden, hvorfor butikkerne lukkede.
Juli 2014 genopstod Biva-navnet, omend under nye ejere og nyt koncept. De tidligere ansatte Jesper Jørgensen og Rune Furbo valgte at viderebringe møbelkædens navn i en omstruktureret webshop. 

## Butikker ved konkursen
Pr. 9. august 2013:
| Region             | Antal | By |
| ------------------ | ----- | --- |
| Region Hovedstaden | 4     | Frederikssund (m. Tæppeland), Helsingør, Hillerød (m. Tæppeland), Gladsaxe (m. Tæppeland)                                      |
| Region Sjælland    | 7     | Ishøj, Holbæk (m. Tæppeland), Køge, Nykøbing F, Næstved (m. Tæppeland), Roskilde (m. Tæppeland), Slagelse                      |
| Region Syddanmark  | 7     | Esbjerg, Fredericia (m. Tæppeland), Kolding (m. Tæppeland), Odense, Svendborg (m. Tæppeland), Sønderborg (m. Tæppeland), Vejle |
| Region Midtjylland | 4     | Herning (m. Tæppeland), Horsens, Silkeborg (m. Tæppeland), Århus (m. Tæppeland),                                               |
| Region Nordjylland | 1     | Aalborg (m. Tæppeland) |